# Everything Is Gonna Be Alright/Vodka
Everything Is Gonna Be Alright/Vodka è il 5° singolo di Giuni Russo, inciso nel 1975 su etichetta discografica BASF.
È l'ultimo 45 giri pubblicato con lo pseudonimo di Junie Russo.
Il disco contiene, sulla facciata principale, una celebre cover di We're Doing Fine, brano del 1965 cantato da Dee Dee Warwick, ma più conosciuto nella reinterpretazione del 1967 di P.P. Arnold, intitolata Everything's Gonna Be Alright, per l'appunto.
Sul lato B viene invece recuperato il brano Vodka, già presente nell'album Love Is a Woman, pubblicato pochi mesi prima.

## Tracce
Lato A
1. Everything Is Gonna Be Alright – 2:47 (Andrew Loog Oldham - David Skinner)

Lato B
1. Vodka – 3:20 (Alessandro Stragliati - Donata Giachini - Junie Russo)